# Berastegi
Berastegi è un comune spagnolo di 973 abitanti situato nella comunità autonoma dei Paesi Baschi.